# Caronia

Localització de Caronia

Caronia (sicilià Carunìa) és un municipi italià, dins de la ciutat metropolitana de Messina. L'any 2021 tenia 1-553 habitants en una superfície de 0,2681 km². Limita amb els municipis d'Acquedolci, Capizzi, Cesarò, Mistretta, San Fratello, Santo Stefano di Camastra i Sant'Agata di Militello.

## Administració
| Període | Identitat        | Partit        |
| ------- | ---------------- | ------------- |
| 2006-   | Giuseppe Collura | Llista cívica |

## Galeria d'imatges

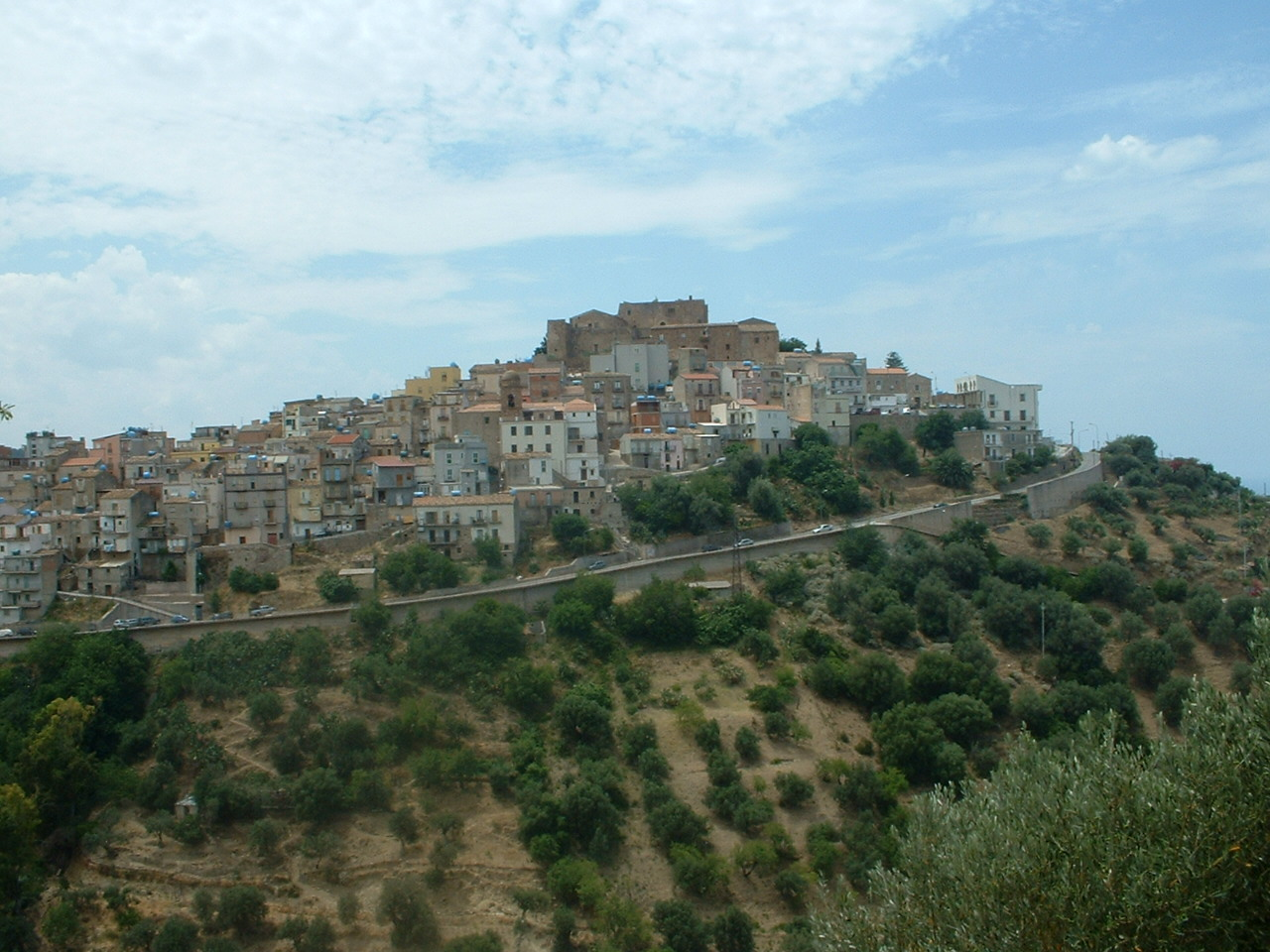
Vista panoràmica
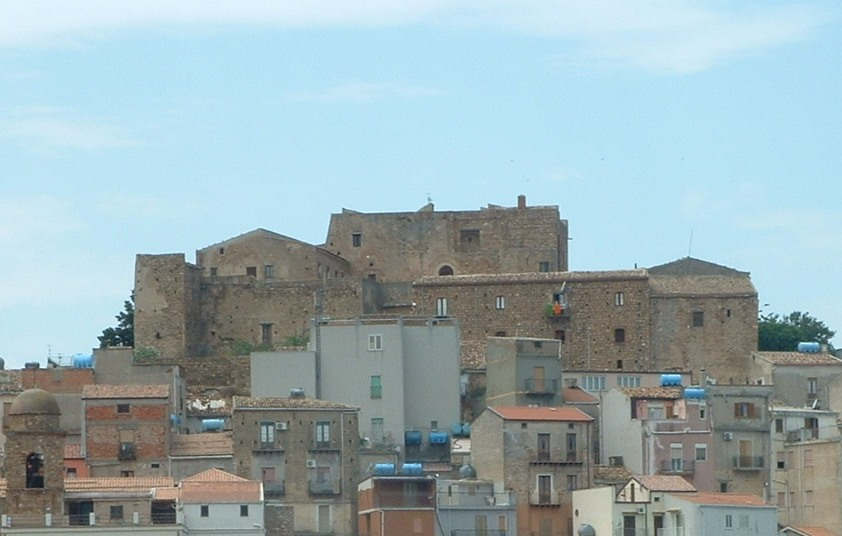
El castell
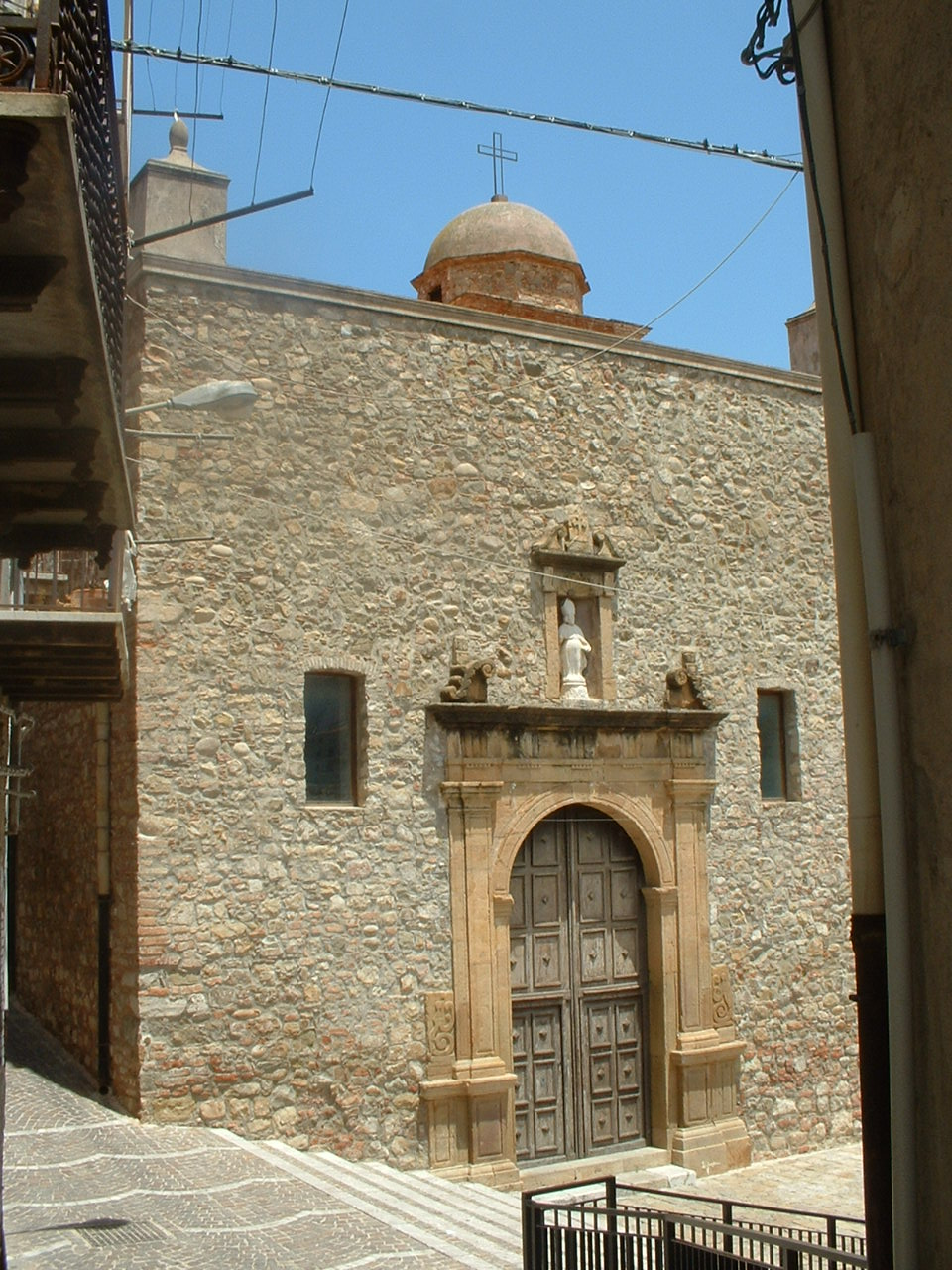
L'església mare del 1685, dedicada a San Nicolò Vescovo.
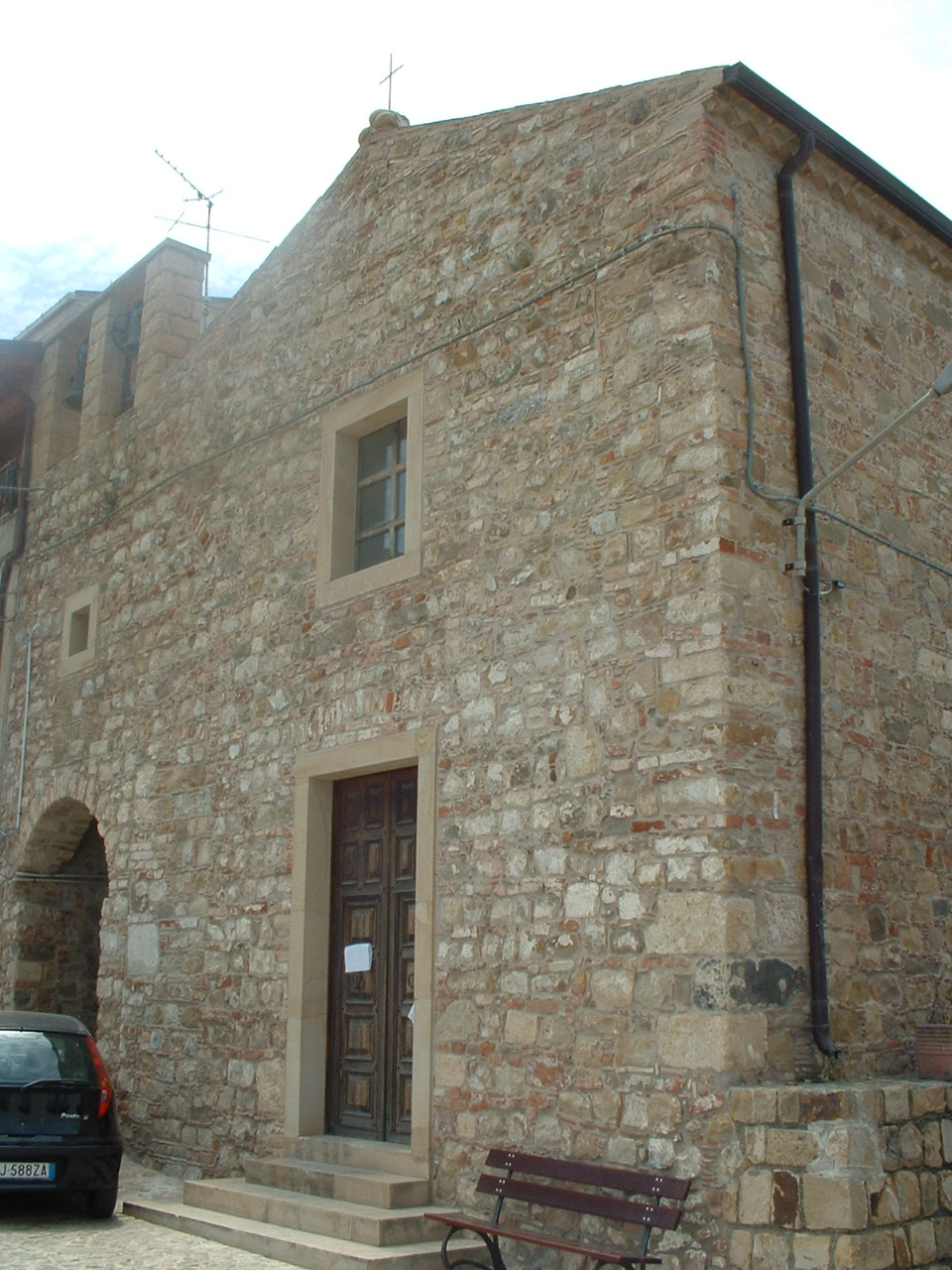
Església de San Francesco.